# Telipogon obovatus
Telipogon obovatus är en orkidéart som beskrevs av John Lindley. Telipogon obovatus ingår i släktet Telipogon och familjen orkidéer.
Artens utbredningsområde är Ecuador. Inga underarter finns listade i Catalogue of Life.